# Blake Oshiro
Blake Oshiro (sinh ngày 16 tháng 1 năm 1970) là một chính khách và luật sư người Mỹ. Từ năm 2011 đến 2014, ông giữ chức phó chánh văn phòng cho Thống đốc Hawaii Neil Abercrombie. Oshiro trước đây từng là Thủ lĩnh đa số của Hạ viện Hawaii, nơi ông đại diện cho Quận 33, bao gồm các khu phố Aiea và Halawa ở Honolulu. Ông đã dành mười năm trong cơ quan lập pháp. Năm 2011, Oshiro hoàn thành chương trình của Chính phủ John F. Kennedy của Đại học Harvard cho các Giám đốc điều hành cấp cao trong Chính quyền bang và chính quyền địa phương với tư cách là thành viên lãnh đạo của Viện Chiến thắng LGBTQDavid Bohnett.
Oshiro lần đầu tiên được bầu vào Hạ viện năm 2000 và nhậm chức vào tháng 1 năm sau. Sau đó, ông đã giành chiến thắng trong cuộc bầu cử lại trong khoảng thời gian hai năm. Oshiro công khai là người đồng tính vào năm 2010 trong cuộc tranh luận về Hawaii House Bill 444, nơi trao quyền kết hợp dân sự cho các cặp đồng giới ở Hawaii. Sau đó, ông phải đối mặt với một thách thức chính bảo thủ xã hội trong cuộc đua tái tranh cử năm 2010, Ủy viên Hội đồng thành phố Honolulu Gary Okino. Oshiro đánh bại Okino từ 56% đến 44%. Trong cuộc tổng tuyển cử được tổ chức vào ngày 2 tháng 11 năm 2010, Oshiro đã được tái đắc cử trước đối thủ Cộng hòa Sam Kong với tỷ lệ chênh lệch từ 54,5% đến 45,5%.
Vào tháng 11 năm 2011, Oshiro tuyên bố rằng ông sẽ từ chức khỏi cơ quan lập pháp để trở thành phó chánh văn phòng của Neil Abercrombie. Việc từ chức của ông bắt đầu có hiệu lực từ ngày 7 tháng 12 năm 2011. Theo luật của Hawaii, Thống đốc Abercrombie phải chọn người kế nhiệm của Oshiro làm đại diện bang từ quận 33. Ông đã chọn cựu đại diện nhà nước và lãnh đạo đa số Tom Okamura, người mà Oshiro đã thành công vào tháng 1 năm 2001. Do sức khỏe yếu, Okamura đã phải từ chức chỉ vài tuần sau khi chấp nhận cuộc hẹn. Abercrombie bổ nhiệm Heather Giugni, một nhà làm phim người Hawaii bản địa, vào ghế vào tháng 2 năm 2012.
Sau khi Abercrombie rời nhiệm sở vào cuối năm 2014, Oshiro trở lại khu vực tư nhân với tư cách là luật sư của công ty luật Alston Hunt Floyd của Honolulu.